# Kenji Ōba (piłkarz)
Kenji Ōba (jap. 大場 健史 Ōba Kenji; ur. 14 sierpnia 1967) – japoński piłkarz występujący na pozycji obrońcy.

## Kariera klubowa
Od 1986 do 1998 roku występował w klubach Nissan Motors, Kashima Antlers, Kashiwa Reysol i Kawasaki Frontale.